# 白脊管藤壺
白脊管藤壺（学名：Fistulobalanus albicostatus）为藤壺科管藤壺屬下的一个种。